# Хуторской сельсовет (Курганская область)
Хуторской сельсовет — упразднённые сельское поселение и соответствующая административно-территориальная единица в Лебяжьевском районе Курганской области Российской Федерации.
Административный центр — село Хутора.

## История
Статус и границы сельского поселения установлены Законом Курганской области от 4 ноября 2004 года № 724 «Об установлении границ муниципального образования Хуторского сельсовета, входящего в состав муниципального образования Лебяжьевского района».
10 декабря 2020 года Хуторской сельсовет упразднён в связи с преобразованием Лебяжьевского муниципального района в муниципальный округ.

## Население
| 1989 | 2002 | 2004 | 2010 | 2012 | 2013 | 2014 |
| ---- | ---- | ---- | ---- | ---- | ---- | ---- |
| 533  | →533 | ↘529 | ↘447 | ↘424 | ↘408 | ↘391 |
| 2015 | 2016 | 2017 | 2018 | 2019 | 2020 |      |
| ↘381 | ↘366 | ↘360 | ↘347 | →347 | ↘344 |      |

## Состав сельского поселения
| № | Населённый пункт | Тип населённого пункта       | Население |
| - | ---------------- | ---------------------------- | --------- |
| 1 | Хутора           | село, административный центр | ↘344      |